# Marc Baecke
Marc Baecke (24 de julho de 1956 − 21 de janeiro de 2017) foi um futebolista belga que competiu na Copa do Mundo FIFA de 1982.